# Премия AVN лучшей новой старлетке
Премия AVN лучшей новой старлетке (англ. AVN Award for Best New Starlet) — премия, которая присуждается ежегодно в январе в Лас-Вегасе на церемонии AVN Awards. Аналогично премии «Грэмми» лучшему новому исполнителю и «Золотому глобусу» за лучший актёрский дебют, она присуждается порноактрисе, которая показала наибольший потенциал в свой дебютный год.

## Лауреаты и номинанты

### 1980-е годы
| Церемония/Год | Фото лауреата | Лауреат        | Номинанты |
| ------------- | ------------- | -------------- | --------- |
| 1-я (1984)    |               | Рэйчел Эшли    |           |
| 2-я (1985)    |               | Джинджер Линн  |           |
| 3-я (1986)    |               | Эйнджел        |           |
| 4-я (1987)    |               | Барбара Дэр    |           |
| 5-я (1988)    |               | Саманта Стронг |           |
| 6-я (1989)    |               | Ая             |           |

### 1990-е годы
| Церемония/Год      | Фото лауреата | Лауреат          | Номинанты                                                                                                  |
| ------------------ | ------------- | ---------------- | --- |
| 7-я (1990) (ничья) |               | Виктория Пэрис   | |
| 7-я (1990) (ничья) | Тори Уэллс    |                  | |
| 8-я (1991)         |               | Дженнифер Стюарт | |
| 9-я (1992)         |               | Саванна          | |
| 10-я (1993)        |               | Алекс Джордан    | |
| 11-я (1994)        |               | Шейла Лаво       | |
| 12-я (1995)        |               | Кайли Айрлэнд    | |
| 13-я (1996)        |               | Дженна Джеймсон  | |
| 14-я (1997)        |               | Мисси            | |
| 15-я (1998)        |               | Джонни Блэк      | |
| 16-я (1999)        |               | Алиша Класс      | Джессика Дарлин Ди Елена Инари Вэш Кати Голд Малития Мока Никки Андерсон Саманта Стилл Темптрис Шелби Майн |

### 2000-е годы
| Церемония/Год | Фото лауреата | Лауреат         | Номинанты |
| ------------- | ------------- | --------------- | --- |
| 17-я (2000)   |               | Бриджитт Керков | Анастасия Блу Банни Лав Барретт Мур Вивиан Валентайн Джуэл Де’Найл Индия Катя Кин Леанни Леи Риган Старр Сидни Стил Соня Редд                                                    |
| 18-я (2001)   |               | Тера Патрик     | Алекса Дейтон Рэйнс Джессика Дрейк Кэссиди Лола Маккайла Мэттьюз Мико Ли Райан Коннер Таша Хантер Тиффани Мейсон Хизер Лин                                                       |
| 19-я (2002)   |               | Вайолет Блу     | Жюстин Роми Зана Калли Кокс Кейт Фрост Логан Лабрент Мериеса Арройо Моника Свитхарт Стиви Хейвен                                                                                 |
| 20-я (2003)   |               | Дженна Хейз     | Ария Джованни Джуди Стар Джуэлс Джейд Джэсси Кармен Лувана Кимми Кан Кэти Морган Лезли Зен Санрайз Адамс Тони Робертс Феликс Вишес Ханна Харпер Шайла Стайлз Эви Скотт           |
| 21-я (2004)   |               | Сторми Дэниэлс  | Алора Иден Андер Пейдж Белла-Мари Вольф Дейзи Мэри Джесси Джейн Кейлени Леи Кристал Рэй Синди Кроуфорд Лорен Феникс Мэри Кэри Нина Мерседес Рэйчел Роттен Симона Эшли Блу        |
| 22-я (2005)   |               | Цитерия         | Вики Ветте Дана Весполи Дженнифер Лув Джиа Палома Дэни Вудвэрд Катрина Крэйвен Кристи Ли Лили Тай Люси Тай Мисси Монро Наутика Торн Никки Хантер Одри Холландер Тиган Пресли     |
| 23-я (2006)   |               | Маккензи Ли     | Брук Хейвен Ванесса Лейн Джасмин Бирн Дженавив Джоли Джоанна Энджел Келли Уэллс Кери Сэйбл Кортни Каммз Лори Алексия Санни Лейн Тори Лейн Трина Майклз Тэрин Томас Хиллари Скотт |
| 24-я (2007)   |               | Наоми           | Ава Роуз Алектра Блу Дженна Пресли Джианна Линн Кирстен Прайс Кэнди Мэнсон Лейси Харт Миа Роуз Мишель Мэйлин Райли Мейсон Саша Грей Стэфани Морган Шарлотта Стокли Эми Рид       |
| 25-я (2008)   |               | Бри Олсон       | Алексис Лав Алексис Тексас Вероник Вега Кейси Паркер Лила Стар Лорена Санчес Майя Хиллс Наташа Найс Одри Битони Паулина Джеймс Рене Крус Тера Рей Шэй Джордан Эшлинн Брук        |
| 26-я (2009)   |               | Стоя            | Анджелина Валентайн Джанди Лин Джейден Джеймс Джейлин Фокс Джейми Лэнгфорд Лекси Белл Меган Мэлон Мисси Стоун Никки Джейн Прия Рай Райдер Скай Тори Блэк Фэй Рейган Чейси Эванс  |

### 2010-е годы
| Церемония/Год | Фото лауреата | Лауреат           | Номинанты |
| ------------- | ------------- | ----------------- | --- |
| 27-я (2010)   |               | Кэгни Линн Картер | Анжелина Армани Ариана Старр Аса Акира Бринн Тайлер Бритни Эмбер Киара Дайан Лондон Киз Наталия Росси Николь Рэй Райли Стил Сэди Уэст Таннер Мэйс Хизер Старлет Эми Рейес                                                                                    |
| 28-я (2011)   |               | Грейси Глэм       | Алексис Форд Бриана Блэр Брук Ли Адамс Даника Диллан Дженнифер Уайт Кэти Сент-Айвс Мэллори Рэй Мерфи Рэйвен Алексис Тара Линн Фокс Шанель Престон Элли Хейз Эми Брук Эми Майли Эшлин Рэй                                                                     |
| 29-я (2012)   |               | Бруклин Ли        | Абелла Андерсон Айден Эшли Бетани Бенц Биби Джонс Джесси Эндрюс Джинкс Мейз Зои Восс Лекси Своллоу Лиз Тэйлер Лили Картер Саманта Сэйнт Селена Роуз Скин Даймонд Холли Майклс Эш Голливуд                                                                    |
| 30-я (2013)   |               | Реми Лакруа       | Адриана Луна Ана Фокс Анника Элбрайт Бонни Роттен Джесси Роджерс Дэни Дэниелс Карина Уайт Кассандра Никс Кристи Стивенс Кэнделл Карсон Лейлани Лиэн Мелина Мейсон Мэдди О’Райли Пенни Пакс Райли Рид Реми Лакруа Сири Стиви Шей Тесса Лейн Тринити Сент-Клэр |
| 31-я (2014)   |               | Миа Малкова       | Джесса Роудс Джоди Тейлор Диллион Харпер Зои Монро Кейси Калверт Кеннеди Ли Кристи Мак Мелоди Джордан Наталья Старр Рикки Сикс Рэйвен Рокетт Синди Старфолл Тил Конрад Эй Джей Эпплгейт                                                                      |
| 32-я (2015)   |               | Картер Круз       | Аидра Фокс Ариана Мари Бель Нокс Дженис Гриффит Джиллиан Джансон Кармен Кальенте Катерина Кей Кейша Грей Кота Скай Миша Кросс Огаст Эймс Саманта Роун Скарлет Рэд Шанель Харт                                                                                |
| 33-я (2016)   |               | Абелла Дейнджер   | Ария Александер Белла Беллз Джейд Найл Карли Грей Катрина Джейд Кейт Ингленд Кира Николь Кисса Синс Кэссиди Клейн Марли Бринкс Меган Рэйн Морган Ли Пета Йенсен Рэйчел Мадори                                                                                |
| 34-я (2017)   |               | Холли Хендрикс    | Адрия Рэй Алекс Грей Аня Олсен Джиа Пейдж Джина Валентина Джоджо Кисс Кимми Грейнджер Кира Нуар Кэти Кисс Лана Роудс Лира Лоу Мелисса Мур Пайпер Перри Эльза Джин                                                                                            |
| 35-я (2018)   |               | Джилл Кэссиди     | Арья Фэй Белла Роуз Вайолет Старр Елена Кошка Жизель Палмер Кристен Скотт Лина Пол Райли Никсон Скарлетт Сэйдж Софи Райан Уитни Райт Хани Голд Хлоя Скотт Элиза Джейн                                                                                        |
| 36-я (2019)   |               | Айви Вульф        | Алина Лопес Джейн Уайлд Джиа Дерза Карма Рекс Кендра Спейд Кензи Ривз Николетт Ши Ния Наччи Тана Леа Ханна Хейз Химэ Мари Элиза Ибарра Элла Нокс Эмили Уиллис                                                                                                |

### 2020-е годы
| Церемония/Год | Фото лауреата | Лауреат         | Номинанты |
| ------------- | ------------- | --------------- | --- |
| 37-я (2020)   |               | Джианна Диор    | Ария Ли Афина Фэрис Ванна Бардо Вина Скай Габби Картер Дэнни Риверс Иззи Лаш Киара Коул Кира Крофт Лекси Лор Лэйси Леннон Наоми Суонн Отем Фоллс Пейдж Оуэнс                             |
| 38-я (2021)   |               | Скарлит Скандал | Адира Аллюр Алексис Тэй Белла Ролланд Бруклин Грей Джесси Сэйнт Джуэлз Блу Киарра Кай Лана Шарапова Натали Поркман Саванна Сикс Скай Пирс Скайлар Вокс Эйвери Кристи LaSirena69          |
| 39-я (2022)   |               | Блейк Блоссом   | Алина Али Анна Клэр Клаудс Дестини Крус Жизель Бланко Кайли Рокет Кейли Ганнер Коко Лавлок Лили Ларимар Майя Вульф Мэдди Мэй Сера Райдер Фрея Паркер Эйприл Олсен Энджел Янгс            |
| 40-я (2023)   |               | Чарли Саммер    | Ария Валенсия Армани Блэк Банни Мэдисон Брейлин Бейли Кензи Энн Кэй Лавли Лайна Мари Леана Лавингс Мэдисон Саммерс Николь Доши Николь Китт Рори Нокс Слимтик Вик Томми Кинг              |
| 41-я (2024)   |               | Шанель Камрин   | Деми Хоукс Дженни Роуз Катрина Кольт Куини Сатин Лили Старфайр Мелисса Страттон Мина Лакс Молли Литтл Саммер Виксен Скарлетт Алексис Уиллоу Райдер Хейли Роуз Хлоя Сурриал Эмма Магнолия |
| 42-я (2025)   |               | Галь Ричи       | Брианна Арсон Дэн Дэнглер Жасмин Шерни Келси Кейн Майра Моунс Милли Морган Мэдисон Уайлд Рейвен Лейн Рисса Мэй Синатра Монро Хейли Дэвис Хлоя Кингсли Эддисон Водка Энджел Уинделл       |